# 阿兰·吉雷瑟
阿兰·吉雷瑟（法語：Alain Giresse，法語發音：[alɛ̃ ʒiʁɛs]，1952年8月2日—），前法國足球員，場上司職中場，於1982年、1983年和1987年三度獲選｢法國足球先生｣。現時為教練。

## 生平
阿兰·吉雷瑟在法國足球壇上佔有一席位，蓋因他在八十年代帶領過法國國家隊取得驕人成績，如他曾出戰過1982年和1986年世界杯，皆能打入四強；而1984年歐洲國家杯他更為法國贏得冠軍。 不過在整個職業生涯，則只曾效力國內球會如馬賽和波爾多，上陣582場入164球，而獎項則主要是法甲聯賽冠軍和法國杯冠軍。
退役後他執教過一些國內球會，包括國內大球會，2006年時為非洲國家加蓬國家隊主教練，而他亦為法國國家隊教練候選人之一。

## 職業生涯

### 球員時期
- 1970-1986年：波爾多
- 1986-1988年：馬賽

- 共於法甲上陣 582 場，射入 164 球。
- 代表法國 47 次，射入 6 球。

### 教練時期
- 1995-1998年：
- 1998年：
- 1999-2000年：
- 2001-2003年：拉巴特皇家武裝力量
- 2004-2005年：格魯吉亞國家隊
- 2006- 2010年：加蓬國家隊